# AS Cannes Mandelieu Handball
Maillots
Actualités
| \| Localisation de Cannes · Cannes \| Localisation de Cannes |
| Localisation de Cannes · Cannes                              |

L’AS Cannes Mandelieu Handball est un club de handball situé dans le quartier de La Bocca à Cannes, département des Alpes-Maritimes, région Provence-Alpes-Côte d'Azur. Il est issu de la fusion le 9 juin 2016 de l'AS Cannes handball et de Mandelieu La Napoule handball.
Le club est d'abord connue pour sa section masculine qui évolue pendant trois saisons première division dans les années 1970. Bien plus tard, dans les années 2010, c'est cette fois la section féminine qui obtient les meilleurs résultats, évoluant plusieurs saisons en Division 2. En 2020, la section retrouve cette division tandis que la section masculine évolue au niveau départemental.

## Historique

### Handball à onze
En 1942, l'AS Cannes est Champion de France (zone sud) de handball à onze.

### Années 1970: la MJC dans l'élite masculine
En 1971, la section masculine de la Maison des jeunes et de la Culture (MJC) de Cannes est promue en Excellence, le troisième niveau national. Grâce au renfort en novembre 1971 des Yougoslaves Sead Hasanefendić et Ante Kostelić (père d'Ivica et Janica Kostelić), les joueurs d'André Aschieri (conseiller municipal puis premier magistrat de la commune de Mouans-Sartoux en décembre 1974) terminent quatrième de leur poule pour leur première saison à ce niveau. Les joueurs arborent alors le bleu et jaune, couleurs du blason de la ville de Cannes, et évoluent salle Carnot, avenue de Lyon.
En 1974, pour sa première saison en Nationale 2, le club profite des performances de Sead Hasanefendić (entraineur-joueur) et Ante Kostelić (auteur de 110 buts) pour atteindre la finale face à l'USB Longwy et est promu en Nationale 1.
Premier club azuréen à accéder à l'élite, le club devient l'Entente AS MJC Cannes et adopte les couleurs rouge et blanc pour le maillot, short et bas blanc. Il ne reste toutefois qu'une saison dans l'élite, terminant 9e/10 de sa poule. A l'été 75, le club devient l'AS Cannes, recrute Bernard Ramm comme entraineur et le jeune demi-centre Jerry Colas, tous les deux en provenance de l'ASPTT Metz. En 1977, l'AS Cannes est champion de Nationale 2 et retrouve la Nationale 1. Si le club parvient à se maintenir lors des barrages en 1978 face au FC Sochaux, il termine dernier de sa poule en 1979 et est à nouveau relégué.

### Années 2010: l'essor de la section féminine
Dans les années 2010, c'est cette fois la section féminine qui fait les beau jours du club. Elle a ainsi évolué en 2e division à partir de 2012. En difficulté financière à l'issue de la saison 2014-2015 , terminée à la 3e place, le club demande sa rétrogradation administrative en Nationale 2,. 
Le club annonce sa fusion avec le club voisin de Mandelieu La Napoule handball le 9 juin 2016 pour former l'AS Cannes Mandelieu handball. 2e de la poule 4 de Nationale 2 à la fin de saison 2016/2017, le club acquiert la montée en Nationale 1 pour la saison 2017/2018 lors des barrages.

## Parcours détaillé

### Section masculine
| Saison    | Champ. (Niv.)       | Commentaire             |
| --------- | ------------------- | ----------------------- |
| 1970-1971 | Champ. régional (4) | promu                   |
| 1971-1972 | Excellence (3)      | 4e de sa poule          |
| 1972-1973 | Excellence (3)      | promu                   |
| 1973-1974 | Nationale 2 (2)     | Finaliste               |
| 1974-1975 | Nationale 1 (1)     | 9e/10 de sa poule       |
| 1975-1976 | Nationale 2 (2)     | ?                       |
| 1976-1977 | Nationale 2 (2)     | Champion                |
| 1977-1978 | Nationale 1 (1)     | Maintenu après barrages |
| 1978-1979 | Nationale 1 (1)     | 10e/10 de sa poule      |
| 1979-1980 | Nationale 2 (2)     | ?                       |

### Section féminine
| Saison    | Niveau          | Commentaire                  |
| --------- | --------------- | ---------------------------- |
| 2007-2008 | Nationale 2 (4) | ?                            |
| 2008-2009 | Nationale 2 (4) | 2e, promu                    |
| 2009-2010 | Nationale 1 (3) | 7e                           |
| 2010-2011 | Nationale 1 (3) | 4e                           |
| 2011-2012 | Nationale 1 (3) | 1er Poule 2, promu           |
| 2012-2013 | Division 2      | 9e                           |
| 2013-2014 | Division 2      | 5e                           |
| 2014-2015 | Division 2      | 3e, rétrogradé en N2         |
| 2015-2016 | Nationale 2 (4) | ?                            |
| 2016-2017 | Nationale 2 (4) | Vainqueur en barrages, promu |
| 2017-2018 | Nationale 1 (3) | 1er Poule 1, promu           |
| 2018-2019 | Division 2      | 5e en poule basse            |
| 2019-2020 | Nationale 1 (3) | 1er Poule 4, promu           |
| 2020-2021 | Division 2      | 7e Poule 2, 2e en playdowns  |
| 2021-2022 | Division 2      | 14e, relégué                 |
| 2022-2023 | Nationale 1 (3) | 5e                           |
| 2023-2024 | Nationale 1 (3) | 8e                           |
| 2024-2025 | Nationale 1 (3) | 9e                           |

## Personnalités liées au club

### Section masculine
- André Aschieri : dirigeant historique dans les années 1970
- Sead Hasanefendić : joueur-entraîneur de 1971 à 1975
- Ante Kostelić : joueur à partir de 1971

### Entraîneurs
- Raphaël Benedetto
- ?-mars 2013 :  Jean-Louis Leblond
- Mars 2013-? :  Davor Brkjlacic
- 2019-? :  Jelena Popović
- Gabriel Bircina

### Joueuses

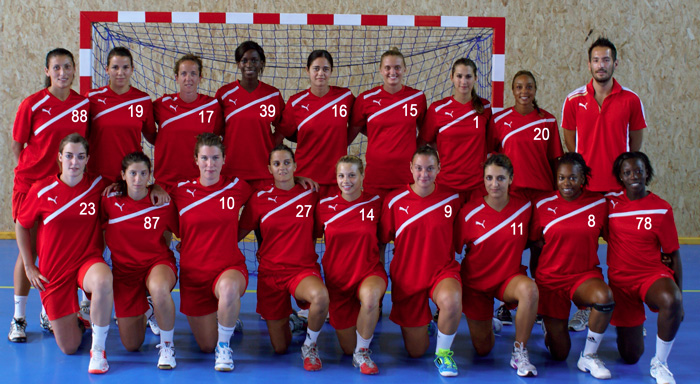
L'AS Cannes lors de la saison 2012-2013 en D2F

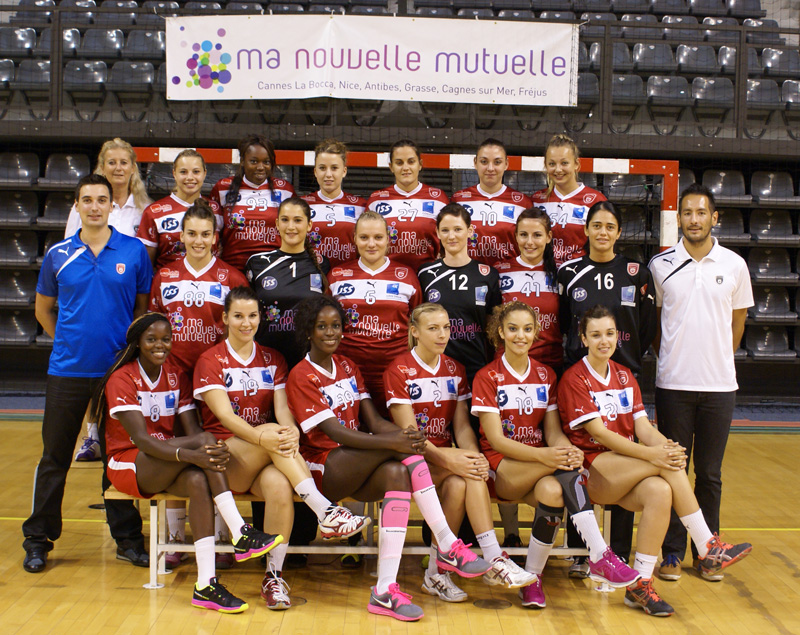
L'AS Cannes lors de la saison 2013-2014 en D2F

- Hadja Cissé : joueuse de 2011 à 2015
- Aurélie Goubel : joueuse de 2011 à ?
- Soraya Hamiti : joueuse de 2013 à 2014
- Nimétigna Keita : joueuse de 2013 à 2015
- Anna Manaut : joueuse depuis 2018
- Claire Moreau : joueuse de 2013 à 2020
- Oriane Ondono : joueuse formée au club de 2009 à 2016
- Katty Piejos : joueuse de 2014 à 2015
- Nelly Plazanet : joueuse de 2018 à 2019
- Jelena Popović : joueuse de 2015 à ?
- Barbora Ranikova : joueuse de 2014 à 2015
- Helena Štěrbová : joueuse de 2014 à 2015

## Mascotte

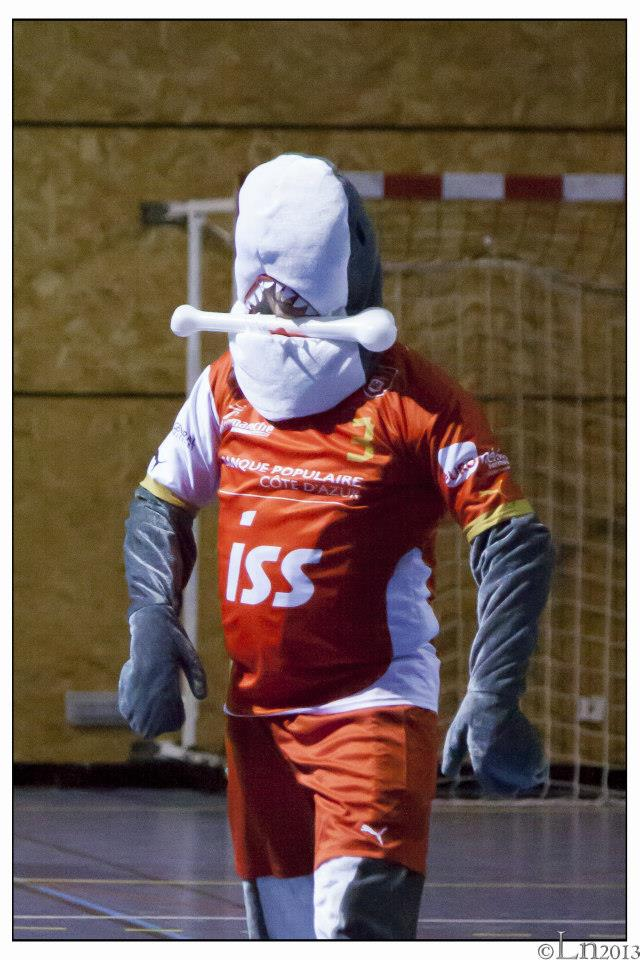
Sharcannes, mascotte de L'AS Cannes handball

À compter de la saison 2012-2013 et la montée en D2F, le club a fait une recrue de choix : Sharcannes. Ce requin est la mascotte du Club, il met l'ambiance dans les tribunes et sur le terrain lors des matchs à domicile. 